# Мед оси
«Мед оси» («Мёд осы») — радянський художній фільм 1991 року, знятий режисером Ігорем Волчеком на кіностудії «Білорусьфільм».

## Сюжет
Фільм розповідає про долю братів-близнюків Бориса та Гліба, дитинство яких збіглося з першими повоєнними роками. Через релігію приходять Борис та Гліб до вічних загальнолюдських цінностей, водночас розуміючи, що в реальному житті багато страждань і люди не завжди дотримуються християнської моралі. Життя поступово розводить братів — Борис чинить опір навколишній брехні і несправедливості, тоді як брат легко з цим уживається.

## У ролях
- Михайло Ясючок — Борис
- Дмитро Калінка — Гліб
- Олександр Лабуш — Денис, батько Бориса та Гліба
- Марина Левтова — Тетяна, мати Бориса та Гліба
- Ольга Сизова — Зінка
- Віктор Шалкевич — Ростик, чоловік Зінки
- Олександр Сайко — Ісаак, кравець
- Андрій Бубашкін — Борис дорослий
- Тамара Муженко — пані Полякова
- Б. Іващенко — Казимир Янович
- Геннадій Овсянников — Тарас, барабанщик в оркестрі пожежників
- Іван Мацкевич — Микитенко
- Н. Разумовська — епізод
- Юрій Шульга — епізод
- О. Ороцький — епізод
- Є. Шкляревська — епізод
- Микола Смирнов — епізод
- Валерій Рудий — епізод
- Анатолій Чарноцький — епізод
- В'ячеслав Корнєв — епізод
- О. Томак — епізод
- Ю. Єрємєєв — епізод
- В. Бровцин — епізод

## Знімальна група
- Режисер — Ігор Волчек
- Сценарист — Олександр Зайцев
- Оператор — Сергій Зубиков
- Композитор — Андрій Леденьов
- Художник — Юрій Альбицький